# Josep Villarroya Pérez
Josep Villarroya Pérez (Barcelona, 26 d'agost de 1962) és un exfutbolista català, que ocupava la posició de migcampista.

## Trajectòria
Sorgeix de les categories inferiors del FC Barcelona, tot destacant a l'equip amateur i al Barcelona Atlètic, amb qui marca vuit gols a la 86/87. Arriba a debutar amb el primer equip blaugrana, tot i que el seu debut a primera divisió el realitza a les files del CE Sabadell, a la campanya 87/88. Amb els del Vallès, que perden la categoria, marca quatre gols en 30 partits.
L'estiu del 1988 fitxa per la UE Figueres, i l'any posterior, el Real Burgos. Al quadre castellanolleonès marca sis gols en 35 partits, sent una peça clau de l'ascens del conjunt burgalès a primera divisió. Però, de nou a la màxima categoria, perd la condició de titular i només hi apareix en quatre partits.
També va militar a la UE Sant Andreu i al FC Santboià.